# زلاتکو بوریچ
زلاتکو بوریچ (کرواتی: Zlatko Burić؛ زادهٔ ۱۳ مهٔ ۱۹۵۳) بازیگر اهل کرواسی است. وی از سال ۱۹۸۱ میلادی تاکنون مشغول فعالیت بوده‌است و تاکنون برندهٔ جوایزی چون گلدباگن، جایزهٔ فیلم اروپا و جایزهٔ بودیل شده است.
از فیلم‌ها یا برنامه‌های تلویزیونی که وی در آن نقش داشته است، می‌توان به چیزهای زیبای کثیف، کوتاه و بلند و کورسک اشاره کرد.